# Klippitztörl
Klippitztörl är ett bergspass i Österrike.   Det ligger i distriktet Sankt Veit an der Glan och förbundslandet Kärnten, i den östra delen av landet, 190 km sydväst om huvudstaden Wien. Klippitztörl ligger 1 644 meter över havet.
Terrängen runt Klippitztörl är huvudsakligen kuperad, men söderut är den bergig. Klippitztörl ligger uppe på en höjd. Närmaste större samhälle är Wolfsberg, 16,7 km sydost om Klippitztörl. 
I omgivningarna runt Klippitztörl växer i huvudsak blandskog. Runt Klippitztörl är det ganska tätbefolkat, med 58 invånare per kvadratkilometer.